# Zeuxine blatteri
Zeuxine blatteri là một loài thực vật có hoa trong họ Lan. Loài này được C.E.C.Fisch. miêu tả khoa học đầu tiên năm 1928.